# Thân vương Morisada
Thân vương Morisada (守貞親王 (Thủ Trinh Thân vương) Morisada-shinno, 6 tháng 4 năm 1179 – 14 tháng 6 năm 1223) là Thái thượng Thiên hoàng đầu tiên được truy tôn mà chưa từng được làm Thiên hoàng trước đó.